# Gran Premio de la República Checa de Motociclismo de 2025
El Gran Premio de la República Checa de Motociclismo de 2025 (oficialmente Tissot Grand Prix of Czechia) fue la duodécima prueba del Campeonato del Mundo de Motociclismo de 2025. Tuvo lugar en el fin de semana del 18 al 20 de julio de 2025 en el Autódromo de Brno, situado en la ciudad de Brno, Moravia (República Checa).
La carrera al sprint de MotoGP fue ganada por Marc Márquez, seguido de Pedro Acosta y Enea Bastianini.
La carrera de MotoGP fue ganada por Marc Márquez, seguido de Marco Bezzecchi y Pedro Acosta. Joe Roberts fue el ganador de la prueba de Moto2, por delante de Barry Baltus y Manuel González. La carrera de Moto3 fue ganada por José Antonio Rueda, Máximo Quiles fue segundo y David Muñoz tercero.

## Resultados

### Resultados MotoGP

#### Carrera al sprint
| Pos.    | N.º | Piloto                | Equipo                            | Constructor | Vueltas | Tiempo    | Parrilla | Puntos |
| ------- | --- | --------------------- | --------------------------------- | ----------- | ------- | --------- | -------- | ------ |
| 1       | 93  | Marc Márquez          | Ducati Lenovo Team                | Ducati      | 10      | 19:05.883 | 2        | 12     |
| 2       | 37  | Pedro Acosta          | Red Bull KTM Factory Racing       | KTM         | 10      | +0.798    | 7        | 9      |
| 3       | 23  | Enea Bastianini       | Red Bull KTM Tech3                | KTM         | 10      | +1.324    | 11       | 7      |
| 4       | 72  | Marco Bezzecchi       | Aprilia Racing                    | Aprilia     | 10      | +1.409    | 4        | 6      |
| 5       | 20  | Fabio Quartararo      | Monster Energy Yamaha MotoGP      | Yamaha      | 10      | +2.292    | 3        | 5      |
| 6       | 25  | Raúl Fernández        | Trackhouse Racing MotoGP          | Aprilia     | 10      | +3.358    | 6        | 4      |
| 7       | 63  | Francesco Bagnaia     | Ducati Lenovo Team                | Ducati      | 10      | +3.648    | 1        | 3      |
| 8       | 5   | Johann Zarco          | LCR Honda Castrol                 | Honda       | 10      | +3.920    | 9        | 2      |
| 9       | 44  | Pol Espargaró         | Red Bull KTM Tech3                | KTM         | 10      | +4.748    | 14       | 1      |
| 10      | 33  | Brad Binder           | Red Bull KTM Factory Racing       | KTM         | 10      | +5.902    | 19       |        |
| 11      | 1   | Jorge Martín          | Aprilia Racing                    | Aprilia     | 10      | +6.000    | 12       |        |
| 12      | 43  | Jack Miller           | Prima Pramac Yamaha               | Yamaha      | 10      | +6.379    | 10       |        |
| 13      | 88  | Miguel Oliveira       | Prima Pramac Yamaha               | Yamaha      | 10      | +7.081    | 17       |        |
| 14      | 54  | Fermín Aldeguer       | BK8 Gresini Racing MotoGP         | Ducati      | 10      | +7.612    | 18       |        |
| 15      | 10  | Luca Marini           | Honda HRC Castrol                 | Honda       | 10      | +8.681    | 16       |        |
| 16      | 79  | Ai Ogura              | Trackhouse Racing MotoGP          | Aprilia     | 10      | +8.992    | 21       |        |
| 17      | 73  | Álex Márquez          | BK8 Gresini Racing MotoGP         | Ducati      | 10      | +9.404    | 8        |        |
| 18      | 42  | Álex Rins             | Monster Energy Yamaha MotoGP      | Yamaha      | 10      | +9.871    | 15       |        |
| 19      | 36  | Joan Mir              | Honda HRC Castrol                 | Honda       | 10      | +11.487   | 5        |        |
| Ret     | 49  | Fabio Di Giannantonio | Pertamina Enduro VR46 Racing Team | Ducati      | 4       | Caída     | 13       |        |
| Ret     | 30  | Takaaki Nakagami      | LCR Honda Idemitsu                | Honda       | 1       | Caída     | 20       |        |
| Ret     | 7   | Augusto Fernández     | Yamaha Factory Racing Team        | Yamaha      | 1       | Caída     | 22       |        |
| Fuente: |     |                       |                                   |             |         |           |          |        |

#### Carrera larga
| Pos.    | N.º | Piloto                | Equipo                            | Constructor | Vueltas | Tiempo     | Parrilla | Puntos |
| ------- | --- | --------------------- | --------------------------------- | ----------- | ------- | ---------- | -------- | ------ |
| 1       | 93  | Marc Márquez          | Ducati Lenovo Team                | Ducati      | 21      | 40:04.628  | 2        | 25     |
| 2       | 72  | Marco Bezzecchi       | Aprilia Racing                    | Aprilia     | 21      | +1.753     | 4        | 20     |
| 3       | 37  | Pedro Acosta          | Red Bull KTM Factory Racing       | KTM         | 21      | +3.366     | 7        | 16     |
| 4       | 63  | Francesco Bagnaia     | Ducati Lenovo Team                | Ducati      | 21      | +3.879     | 1        | 13     |
| 5       | 25  | Raúl Fernández        | Trackhouse Racing MotoGP          | Aprilia     | 21      | +10.045    | 6        | 11     |
| 6       | 20  | Fabio Quartararo      | Monster Energy Yamaha MotoGP      | Yamaha      | 21      | +11.039    | 3        | 10     |
| 7       | 1   | Jorge Martín          | Aprilia Racing                    | Aprilia     | 21      | +15.820    | 12       | 9      |
| 8       | 33  | Brad Binder           | Red Bull KTM Factory Racing       | KTM         | 21      | +17.371    | 19       | 8      |
| 9       | 44  | Pol Espargaró         | Red Bull KTM Tech3                | KTM         | 21      | +18.163    | 14       | 7      |
| 10      | 43  | Jack Miller           | Prima Pramac Yamaha               | Yamaha      | 21      | +18.669    | 10       | 6      |
| 11      | 54  | Fermín Aldeguer       | BK8 Gresini Racing MotoGP         | Ducati      | 21      | +19.781    | 18       | 5      |
| 12      | 10  | Luca Marini           | Honda HRC Castrol                 | Honda       | 21      | +20.778    | 16       | 4      |
| 13      | 5   | Johann Zarco          | LCR Honda Castrol                 | Honda       | 21      | +20.961    | 9        | 3      |
| 14      | 79  | Ai Ogura              | Trackhouse Racing MotoGP          | Aprilia     | 21      | +21.904    | 20       | 2      |
| 15      | 42  | Álex Rins             | Monster Energy Yamaha MotoGP      | Yamaha      | 21      | +22.563    | 15       | 1      |
| 16      | 49  | Fabio Di Giannantonio | Pertamina Enduro VR46 Racing Team | Ducati      | 21      | +24.729    | 13       |        |
| 17      | 88  | Miguel Oliveira       | Prima Pramac Yamaha               | Yamaha      | 21      | +27.640    | 17       |        |
| 18      | 7   | Augusto Fernández     | Yamaha Factory Racing Team        | Yamaha      | 21      | +28.310    | 21       |        |
| Ret     | 23  | Enea Bastianini       | Red Bull KTM Tech3                | KTM         | 6       | Caída      | 11       |        |
| Ret     | 36  | Joan Mir              | Honda HRC Castrol                 | Honda       | 1       | Caída      | 5        |        |
| Ret     | 73  | Álex Márquez          | BK8 Gresini Racing MotoGP         | Ducati      | 1       | Caída      | 8        |        |
| DNS     | 30  | Takaaki Nakagami      | LCR Honda Idemitsu                | Honda       |         | No comenzó |          |        |
| 1. 2.   |     |                       |                                   |             |         |            |          |        |
| Fuente: |     |                       |                                   |             |         |            |          |        |

### Resultados Moto2
| Pos.    | N.º | Piloto                  | Constructor | Vueltas | Tiempo    | Parrilla | Puntos |
| ------- | --- | ----------------------- | ----------- | ------- | --------- | -------- | ------ |
| 1       | 16  | Joe Roberts             | Kalex       | 18      | 36:03.441 | 2        | 25     |
| 2       | 7   | Barry Baltus            | Kalex       | 18      | +1.079    | 1        | 20     |
| 3       | 18  | Manuel González         | Kalex       | 18      | +3.625    | 4        | 16     |
| 4       | 27  | Daniel Holgado          | Kalex       | 18      | +7.365    | 5        | 13     |
| 5       | 13  | Celestino Vietti        | Boscoscuro  | 18      | +7.494    | 11       | 11     |
| 6       | 28  | Izan Guevara            | Boscoscuro  | 18      | +9.467    | 12       | 10     |
| 7       | 24  | Marcos Ramírez          | Kalex       | 18      | +10.112   | 3        | 9      |
| 8       | 12  | Filip Salač             | Boscoscuro  | 18      | +11.193   | 9        | 8      |
| 9       | 80  | David Alonso            | Kalex       | 18      | +14.736   | 19       | 7      |
| 10      | 75  | Albert Arenas           | Kalex       | 18      | +16.214   | 20       | 6      |
| 11      | 96  | Jake Dixon              | Boscoscuro  | 18      | +16.482   | 7        | 5      |
| 12      | 4   | Iván Ortolá             | Boscoscuro  | 18      | +17.409   | 14       | 4      |
| 13      | 53  | Deniz Öncü              | Kalex       | 18      | +17.451   | 21       | 3      |
| 14      | 99  | Adrián Huertas          | Kalex       | 18      | +18.872   | 25       | 2      |
| 15      | 81  | Senna Agius             | Kalex       | 18      | +19.652   | 6        | 1      |
| 16      | 95  | Collin Veijer           | Kalex       | 18      | +21.754   | 16       |        |
| 17      | 15  | Darryn Binder           | Kalex       | 18      | +22.285   | 24       |        |
| 18      | 21  | Alonso López            | Boscoscuro  | 18      | +23.112   | 10       |        |
| 19      | 14  | Tony Arbolino           | Boscoscuro  | 18      | +23.592   | 18       |        |
| 20      | 84  | Zonta van den Goorbergh | Kalex       | 18      | +25.786   | 15       |        |
| 21      | 11  | Álex Escrig             | Forward     | 18      | +25.854   | 22       |        |
| 22      | 9   | Jorge Navarro           | Forward     | 18      | +29.101   | 13       |        |
| 23      | 92  | Yuki Kunii              | Kalex       | 18      | +29.662   | 27       |        |
| 24      | 23  | Taiga Hada              | Kalex       | 18      | +48.129   | 26       |        |
| 25      | 61  | Eric Fernández          | Boscoscuro  | 18      | +1:06.657 | 28       |        |
| Ret     | 71  | Ayumu Sasaki            | Kalex       | 17      | Caída     | 23       |        |
| Ret     | 40  | Milan Pawelec           | Kalex       | 14      | Caída     | 29       |        |
| Ret     | 10  | Diogo Moreira           | Kalex       | 5       | Retirado  | 30       |        |
| Ret     | 54  | Mattia Pasini           | Kalex       | 5       | Caída     | 8        |        |
| Ret     | 44  | Arón Canet              | Kalex       | 4       | Caída     | 17       |        |
| 1.      |     |                         |             |         |           |          |        |
| Fuente: |     |                         |             |         |           |          |        |

### Resultados Moto3
| Pos.        | N.º | Piloto             | Constructor | Vueltas | Tiempo              | Parrilla | Puntos |
| ----------- | --- | ------------------ | ----------- | ------- | ------------------- | -------- | ------ |
| 1           | 99  | José Antonio Rueda | KTM         | 16      | 33:40.677           | 2        | 25     |
| 2           | 28  | Máximo Quiles      | KTM         | 16      | +3.471              | 4        | 20     |
| 3           | 64  | David Muñoz        | KTM         | 16      | +3.495              | 23       | 16     |
| 4           | 36  | Ángel Piqueras     | KTM         | 16      | +3.559              | 9        | 13     |
| 5           | 71  | Dennis Foggia      | KTM         | 16      | +3.689              | 5        | 11     |
| 6           | 31  | Adrián Fernández   | Honda       | 16      | +3.867              | 7        | 10     |
| 7           | 22  | David Almansa      | Honda       | 16      | +4.420              | 3        | 9      |
| 8           | 73  | Valentín Perrone   | KTM         | 16      | +5.579              | 6        | 8      |
| 9           | 6   | Ryusei Yamanaka    | KTM         | 16      | +5.597              | 16       | 7      |
| 10          | 94  | Guido Pini         | KTM         | 16      | +5.985              | 1        | 6      |
| 11          | 89  | Marcos Uriarte     | KTM         | 16      | +6.459              | 10       | 5      |
| 12          | 83  | Álvaro Carpe       | KTM         | 16      | +10.711             | 13       | 4      |
| 13          | 95  | Marco Morelli      | KTM         | 16      | +10.779             | 8        | 3      |
| 14          | 12  | Jacob Roulstone    | KTM         | 16      | +10.817             | 15       | 2      |
| 15          | 19  | Scott Ogden        | KTM         | 16      | +10.866             | 11       | 1      |
| 16          | 72  | Taiyo Furusato     | Honda       | 16      | +12.088             | 18       |        |
| 17          | 82  | Stefano Nepa       | Honda       | 16      | +27.274             | 17       |        |
| 18          | 8   | Eddie O’Shea       | Honda       | 16      | +27.275             | 20       |        |
| 19          | 55  | Noah Dettwiler     | KTM         | 16      | +27.281             | 14       |        |
| 20          | 25  | Leonardo Abruzzo   | Honda       | 16      | +53.032             | 21       |        |
| Ret         | 10  | Nicola Carraro     | Honda       | 15      | Caída               | 12       |        |
| Ret         | 48  | Lenoxx Phommara    | Honda       | 5       | Caída               | 22       |        |
| Ret         | 54  | Riccardo Rossi     | Honda       | 4       | Caída               | 19       |        |
| WD          | 66  | Joel Kelso         | KTM         |         | Retirado del evento |          |        |
| WD          | 14  | Cormac Buchanan    | KTM         |         | Retirado del evento |          |        |
| 1. 2. 3. 4. |     |                    |             |         |                     |          |        |
| Fuente:     |     |                    |             |         |                     |          |        |